# Ислам в Гамбии
Ислам является основной религией Гамбии, которую исповедуют около 95 % населения.

## Роль ислама
Ислам оказывал влияние на Гамбию на протяжении всей истории этого государства и продолжает влиять на её культуру, общество и политику.

## Состав мусульман
Большинство мусульман Гамбии — сунниты–маликиты.
Существует небольшая шиитская община, возникшая в результате миграции из Ливана.